# 스테이시 솔로몬
스테이시 솔로몬(Stacey Solomon, 1989년 10월 4일 ~ )은 잉글랜드의 가수, 사회자이다.